# راسيل بروير
راسيل بروير (بالإنجليزية: Russell Brower)‏ هو ملحن ومصمم صوت أمريكي وفائز ثلاث مرات بجائزة إيمي. قام بصنع الأصوات لأعمال مثل تايني تون، الضاحكون وباتمان (رسوم عقد 1990 المتحركة). كما لحن عدة ألعاب فيديو مثل وورلد أوف ووركرافت وستار كرافت 2. عمل سابقا في شركة وارنر براذرز أنيميشن.

## أعماله
- علب من العالم: من أمراء الحرب (2014)
- ديابلو 3: حاصد الأرواح (2014)
- Hearthstone: أبطال حرفة الحرب (2014)
- ستار كرافت 2: قلب الجراد (2013)
- عالم من العلب: ضباب بانداريا(2012)
- ديابلو 3 (2012)
- ستار كرافت 2: الأجنحة من الحرية (2010)
- World of warcraft كارثة: (2010)
- عالم من العلب: غضب الملك ليش (2008)
- عالم حرفة الحرب الصليبية: حرق (2007)
- العمليات المشتركة: إعصار ارتفاع (2004)
- قوة دلتا: سقطت طائرة بلاك هوك (2003)

## روابط خارجية
- راسيل بروير على موقع IMDb (الإنجليزية)
- راسيل بروير على موقع ميوزك برينز (الإنجليزية)
- راسيل بروير على موقع أول ميوزيك (الإنجليزية)
- راسيل بروير على موقع ديسكوغز (الإنجليزية)